# آدم هنت
آدم هنت (بالإنجليزية: Adam Hunt)‏ هو لاعب دارت بريطاني، ولد في 21 أغسطس 1993 في إنجلترا في المملكة المتحدة.

## وصلات خارجية
- آدم هنت على موقع DartsDatabase.co.uk (الإنجليزية)